# 班扎埃
班扎埃是巴西巴伊亚州的一个市镇。总面积212.32平方公里，总人口10961人，人口密度51.6人/平方公里。